# Coll de ses Portes
El Coll de ses Portes és una collada de 68 metres d'altitud situada al nord del municipi de Cadaqués, dins del Parc Natural del Cap de Creus, a l'Alt Empordà.